# Campeonato Sub-19 femenino de la AFC de 2002
El Campeonato Sub-19 femenino de la AFC 2002 fue la primera instancia del Campeonato Asiático Sub-19 Femenino. El torneo se llevó a cabo en India. Los 2 equipos finalistas clasificaron para la Copa Mundial Femenina de Fútbol Sub-19 de 2002.

## Primera Fase

### Grupo A
| Equipo        | Pts | PJ | PG | PE | PP | GF | GC | Dif |
| ------------- | --- | -- | -- | -- | -- | -- | -- | --- |
| Japón         | 9   | 3  | 3  | 0  | 0  | 31 | 0  | +31 |
| Corea del Sur | 6   | 3  | 2  | 0  | 1  | 17 | 7  | +10 |
| India         | 3   | 3  | 1  | 0  | 2  | 6  | 13 | -7  |
| Guam          | 0   | 3  | 0  | 0  | 3  | 0  | 34 | -34 |

| 19 de abril de 2002 | Corea del Sur                                | 4:0 (3:0) | India |               |               |
|                     | - Han Song-I 22', 23', 52' - Lee Jong Mi 42' |           |       | Árbitra: [[]] | Árbitra: [[]] |

| 19 de abril de 2002 | Japón | 15:0 | Guam |               |               |
|                     | - Ayako Kitamoto ??', ??', ??', ??' - Yukari Kinga ??', ??', ??', ??' - Kanako Ito ??', ??' - Yu Hayasaka ??', ??' - Aya Miyama ??' - Chihiro Watanabe ??' - Akiko Niwata ??' |      |      | Árbitra: [[]] | Árbitra: [[]] |

| 21 de abril de 2002 | Japón | 7:0 (2:0) | Corea del Sur |               |               |
|                     | - Aya Miyama 6' - Kanako Ito 25' - Shinobu Ohno 51', 87' - Ayako Kitamoto 74' - Kana Watanabe 79' - Karina Maruyama 81' |           |               | Árbitra: [[]] | Árbitra: [[]] |

| 21 de abril de 2002 | Guam | 0:6 (0:1) | India |               |               |
|                     |      |           | - 44' Blanka Barreto - 54' Ibempishak Devi - 68' Maynol N Rocky - 73' Rehana Kahtun - 82', 83' Pukhambam Geeta | Árbitra: [[]] | Árbitra: [[]] |

| 23 de abril de 2002 | Japón | 9:0 (7:0) | India |               |               |
|                     | - Shinobu Ohno 10', 11', 20', 87' - Kirana Maruyama 37', 78' - Chihiro Watanabe 38' - Kanoko Ito 40', 74' |           |       | Árbitra: [[]] | Árbitra: [[]] |

| 23 de abril de 2002 | Guam | 0:13 (0:7) | Corea del Sur |               |               |
|                     |      |            | - 3' Jang Jeong Hee - 12', 21', 28', 30', 90', 90+1' Park Eun Jung - 38', 65', 77' Han Song I - 42', 59' Lee Jang Mi - 58' Lee Eun Hea | Árbitra: [[]] | Árbitra: [[]] |

### Grupo B
| Equipo       | Pts | PJ | PG | PE | PP | GF | GC | Dif |
| ------------ | --- | -- | -- | -- | -- | -- | -- | --- |
| China Taipéi | 7   | 3  | 2  | 1  | 0  | 33 | 0  | +33 |
| China        | 7   | 3  | 2  | 1  | 0  | 32 | 0  | +32 |
| Singapur     | 3   | 3  | 1  | 0  | 2  | 2  | 34 | -32 |
| Hong Kong    | 0   | 3  | 0  | 0  | 3  | 1  | 34 | -33 |

| 20 de abril de 2002 | China | 15:0 | Singapur |               |               |
|                     | - Bi Yan 2', ??', ??', ??', 20', 44' - Han Duan 35', 42', 70' - Zhang Ying ??', ??' - Zhong Jinyu ??' - Wang Dandan ??' - Zhang Na ??' - Wu Miaomiao ??' |      |          | Árbitra: [[]] | Árbitra: [[]] |

| 20 de abril de 2002 | China Taipéi | 15:0 | Hong Kong |               |               |
|                     | - Yen Ling Lu ??', ??', ??', ??' - Sho O Tseng ??', ??', ??' - Yu Hsing Chang ??', ??', ??' - Hui Chih Chang ??' - Pei Wen Yu ??' - Mei Fen Lan ??' - Li Chen Tsail ??' |      |           | Árbitra: [[]] | Árbitra: [[]] |

| 22 de abril de 2002 | China | 0:0 | China Taipéi |  |  |

| 22 de abril de 2002 | Singapur                                          | 2:1 (0:1) | Hong Kong          |               |               |
|                     | - Nursayaima Abdul Aziz 53' - Huraizah Ismail 67' |           | - 28' Fung Kam Mui | Árbitra: [[]] | Árbitra: [[]] |

| 24 de abril de 2002 | China | 17:0 (5:0) | Hong Kong |               |               |
|                     | - Li Dongling 1', 45' - Li Nan 22', 54', 73', 83', 85' - Wu Miaomiao 29', 82' - Zhang Ying 40' - Lu Yan 51' - Wang Dandan 56', 57', 71' - Hou Lijia 70', 87' - Ge Yang 76' |            |           | Árbitra: [[]] | Árbitra: [[]] |

| 24 de abril de 2002 | Singapur | 0:18 | China Taipéi |               |               |
|                     |          |      | - ??', ??', ??', ??' Li Chen Tsai - ??', ??', ??', ??' Sho O Tseng - ??', ??', ??' Yu Hsing Cheng - ??', ??' Hu Chih Chang - ??' Wen Yu - ??' Mei Fen Lan - ??' Shin Jun Wu - ??' Yu Chen Huang - ??' Yen Ling Lu | Árbitra: [[]] | Árbitra: [[]] |

### Grupo C
| Equipo          | Pts | PJ | PG | PE | PP | GF | GC | Dif |
| --------------- | --- | -- | -- | -- | -- | -- | -- | --- |
| Corea del Norte | 9   | 3  | 3  | 0  | 0  | 18 | 0  | +18 |
| Birmania        | 6   | 3  | 2  | 0  | 1  | 7  | 8  | -1  |
| Tailandia       | 3   | 3  | 1  | 0  | 2  | 2  | 12 | -10 |
| Uzbekistán      | 0   | 3  | 0  | 0  | 3  | 1  | 8  | -7  |

| 20 de abril de 2002 | Corea del Norte                                                                                          | 10:0 (:) | Tailandia |               |               |
|                     | - Kang Kum Sil 1' - Jang Chol Ok 22', 26' - Jong Pok Sim 30', 72', 89' - Kim Hyang Mi 42', 49', 54', 60' |          |           | Árbitra: [[]] | Árbitra: [[]] |

| 20 de abril de 2002 | Uzbekistán             | 1:5 (1:3) | Birmania                                                                                    |               |               |
|                     | - Usma Nova Komola 40' |           | - 11' Nhin Si Mytnt - 25', 70' Soe Miat Thida - 30' Aye Nanda Hlaing - 89' Ryin Thida Nyint | Árbitra: [[]] | Árbitra: [[]] |

| 22 de abril de 2002 | Corea del Norte | 1:0 (1:0) | Uzbekistán |               |               |
|                     | - Ri Kwag Ok 9' |           |            | Árbitra: [[]] | Árbitra: [[]] |

| 22 de abril de 2002 | Tailandia | 0:2 (0:1) | Birmania                               |               |               |
|                     |           |           | - 40' Thu Zar Htwe - 89' Nhin Si Myint | Árbitra: [[]] | Árbitra: [[]] |

| 24 de abril de 2002 | Corea del Norte                                                                                          | 7:0 (7:0) | Birmania |               |               |
|                     | - Posim 1' - Jong Im 9', 32' - Min Chung Bok 10' - Ri Kwang Ok 14' - Jong Chol Ok 43' - Han Ryon Hui 43' |           |          | Árbitra: [[]] | Árbitra: [[]] |

| 24 de abril de 2002 | Tailandia     | 2:0 | Uzbekistán |               |               |
|                     | ?? ??' ?? ??' |     |            | Árbitra: [[]] | Árbitra: [[]] |

### Ranking de segundo puesto
| Equipo        | Pts | PJ | PG | PE | PP | GF | GC | Dif |
| ------------- | --- | -- | -- | -- | -- | -- | -- | --- |
| China         | 7   | 3  | 2  | 1  | 0  | 32 | 0  | +32 |
| Corea del Sur | 6   | 3  | 2  | 0  | 1  | 17 | 7  | +10 |
| Birmania      | 6   | 3  | 2  | 0  | 1  | 7  | 8  | -1  |

## Fase Final
|  | Semifinales     | Semifinales  |   |             | Final           | Final |  |
|  |                 |              |   |             |                 |       |  |
|  |                 |              |   |             |                 |       |  |
|  | 26 de abril     |              |   |             |                 |       |  |
|  | Japón           | 1 (3)        |   |             |                 |       |  |
|  | China           | 1 (0)        |   |             |                 |       |  |
|  |                 |              |   |             |                 |       |  |
|  |                 |              |   |             | 28 de abril     |       |  |
|  |                 |              |   |             | Japón           | 2     |  |
|  |                 | China Taipéi | 1 |             |                 |       |  |
|  |                 |              |   |             |                 |       |  |
|  |                 |              |   |             |                 |       |  |
|  |                 |              |   |             | Tercer lugar    |       |  |
|  | 26 de abril     | 26 de abril  |   | 28 de abril | 28 de abril     |       |  |
|  | China Taipéi    | 1 (4)        |   | China       | 4               |       |  |
|  | Corea del Norte | 1 (3)        |   |             | Corea del Norte | 1     |  |

### Semifinal
| 26 de abril de 2002 | Japón               | 1:1 (1:0) (3:0 p.) | China        |               |               |
|                     | - Ayako Kitamoto 5' |                    | - 90' Bi Yan | Árbitra: [[]] | Árbitra: [[]] |

| 26 de abril de 2002 | China Taipéi         | 1:1 (1:1) (4:3 p.) | Corea del Norte   |               |               |
|                     | - Hui Chih Chang 38' |                    | - 31' Ri Kwang Ok | Árbitra: [[]] | Árbitra: [[]] |

### Tercer puesto
| 28 de abril de 2002 | China                                                         | 4:1 (3:1) | Corea del Norte    |               |               |
|                     | - Han Duan 4', 90' - Jiang Shuai 15' - Kam Kum Sil 19' (a.g.) |           | - 17' Jong Chol Ok | Árbitra: [[]] | Árbitra: [[]] |

### Final
| 28 de abril de 2002 | Japón                               | 2:1 (0:1) | China Taipéi       |               |               |
|                     | - Kanako Ito 55' - Shinobu Ohno 70' |           | - 25' Shin Jung Wu | Árbitra: [[]] | Árbitra: [[]] |

| Bandera de Japón |
| Campeona Japón   |
| Primer título    |